# Dipartimento per le politiche del mare
Il Dipartimento per le politiche del mare è la struttura generale, incardinata presso la Presidenza del Consiglio dei ministri, preposta ad esercitare le funzioni di indirizzo, coordinamento e promozione dell'azione di Governo in materia di politica marittima nazionale.
Istituito dal decreto-legge 15 maggio 2024, n. 63 e disciplinato dal decreto del Presidente del Consiglio dei ministri 24 luglio 2024, sostituisce la corrispondente «struttura di missione» prevista dal DPCM 16 dicembre 2022.
Nel Governo Meloni, le funzioni afferenti al Dipartimento sono state conferite al ministro Nello Musumeci, titolare altresì delle deleghe in materia di protezione civile.
Dal 2024 il capo del Dipartimento è l'Ammiraglio di Squadra Pierpaolo Ribuffo.

## Funzioni
Il Dipartimento coadiuva il Comitato interministeriale per le politiche del mare (CIPOM). In particolare:
- svolge compiti di assistenza tecnica, curando l'attività istruttoria delle questioni esaminate dal Comitato;
- convoca riunioni preparatorie fra i rappresentanti dei Ministri, delle Autorità e delle Amministrazioni pubbliche;
- provvede all'organizzazione dei lavori del Comitato;
- promuove ricerche e analisi, elabora proposte e gestisce progetti istituzionali.

Il Comitato interministeriale - istituito dal decreto-legge 11 novembre 2022, n. 173 - è presieduto dal Ministro per le politiche del mare ed è composto dai Ministri competenti nelle seguenti materie: affari europei; politiche di coesione; affari regionali e autonomie; affari esteri; difesa; economia e finanze; imprese; agricoltura, sovranità alimentare e foreste; ambiente e sicurezza energetica; infrastrutture e trasporti; cultura; turismo.
Il Comitato definisce gli indirizzi strategici della politica marittima nazionale attraverso uno specifico strumento di pianificazione, denominato Piano del mare. Esso persegue le seguenti finalità:
- tutela e valorizzazione del mare sotto il profilo ecologico, ambientale, logistico ed economico;
- valorizzazione economica del mare con particolare riferimento all'archeologia subacquea, al turismo, alle iniziative a favore della pesca e dell'acquacoltura e dello sfruttamento delle risorse energetiche;
- valorizzazione delle vie del mare e sviluppo del sistema portuale;
- promozione e coordinamento delle politiche volte al miglioramento della mobilità territoriale tra la penisola e le aree insulari;
- promozione del sistema marittimo a livello globale, nel quadro dell'internazionalizzazione delle imprese italiane;
- valorizzazione del demanio marittimo, con particolare riferimento alle concessioni demaniali marittime per finalità turistico-ricreative.

Il Piano del mare è predisposto con cadenza triennale; ogni anno, inoltre, il Comitato è tenuto ad adottare un rapporto sull'attività espletata e sullo stato di attuazione del Piano.

## Piano del Mare
Il Piano del mare, elaborato per la prima volta nel 2023, si sviluppa intorno a sedici direttrici: spazi marittimi; rotte commerciali; porti, energia proveniente dal mare; transizione ecologica dell'industria del mare; pesca e acquacoltura; cantieristica; industria armatoriale; lavoro marittimo; ecosistemi e aree marine protette, ambiente subacqueo e risorse geologiche dei fondali; sistema delle isole minori; turismo del mare; cambiamenti climatici; cooperazione europea e internazionale; sicurezza.
La relazione di attuazione del Piano, approvata nel 2024, ha poi delineato le principali misure adottate in materia di politica marittima. Fra i punti principali figura il Progetto MER (Marine Ecosystem Restoration), volto al ripristino dei fondali e degli habitat marini, alla mappatura degli habitat costieri e marini e all'ampliamento della Rete mareografica nazionale; il Progetto prevede inoltre la realizzazione di un'Unità mobile di ricerca oceanografica (cui si aggiungerà una nuova nave idrografica oceanografica maggiore).

## Organizzazione
Il Dipartimento si articola articola in due Uffici di livello dirigenziale generale:
- L'Ufficio Affari generali e gestione amministrativa, comprendente i Servizi Affari generali e Supporto al CIPOM;
- L'Ufficio Attuazione Politiche del mare, comprendente i Servizi Sistemi del mare e Risorse del mare.

Il Dipartimento si avvale inoltre della collaborazione di dieci esperti, nominati con cadenza annuale.